# 环阿联酋自行车赛
环阿联酋自行车赛（UAE Tour，阿拉伯语：‎）是在阿联酋举行的多日公路自行车赛，属于UCI世界巡迴賽级别，由环阿布扎比和环迪拜两项赛事在2019年合并而来。此外从2023年起还举办女子赛事。
赛事共设有7个赛段，其中包括两个山地赛段，分别为贾伊斯山爬坡和哈菲特山爬坡。总成绩第一身穿红色领骑衫，最佳冲刺手、最佳年轻车手和最佳途中冲刺手分别身穿绿衫、白衫和黑衫。
赛事的标志为七边形，字体颜色为红色和绿色。赛事奖杯也是七边形，象征阿联酋的七个酋长国。